# Prunelli-di-Casacconi
Prunelli-di-Casacconi är en kommun i departementet Haute-Corse på ön Korsika i Frankrike. Kommunen ligger i kantonen Alto-di-Casaconi som tillhör arrondissementet Corte. År 2022 hade Prunelli-di-Casacconi 149 invånare.

## Befolkningsutveckling
Antalet invånare i kommunen Prunelli-di-Casacconi
Referens:INSEE